# Elisabetta Perrone
Elisabetta Perrone (Camburzano, 9 luglio 1968) è un'ex marciatrice italiana.

## Biografia
Piemontese di nascita ma fiorentina d'adozione, ha vinto la medaglia d'argento ai Giochi olimpici di Atlanta 1996. In carriera può vantare anche l'oro ai Giochi del Mediterraneo 1997 e due medaglie ai Campionati del mondo di atletica leggera, l'argento sulla 10 km a Göteborg 1995 e il bronzo sulla 20 km ad Edmonton 2001.
Ha collezionato inoltre sei partecipazioni ai campionati del mondo di atletica leggera, dal 1993 al 2003. Ai Giochi olimpici di Olimpiadi di Sydney 2000, mentre conduceva la gara a pochi chilometri dal traguardo, venne squalificata, con un giudizio controverso.
Tesserata per il Gruppo Sportivo Forestale, è stata allenata, dagli esordi fino alla sua consacrazione internazionale, da Marco Ugolini a Firenze, per poi passare, alla ricerca di nuovi stimoli, sotto la guida di Sandro Damilano, presso la scuola mondiale di marcia di Saluzzo.

## Palmarès
| Anno | Manifestazione                           | Sede              | Evento | Risultato | Prestazione | Note                                     |
| ---- | ---------------------------------------- | ----------------- | ------ | --------- | ----------- | ---------------------------------------- |
| 1992 | Giochi olimpici                          | Barcellona        | 10 km  | 19º       | 46'43"      |                                          |
| 1993 | Campionati del mondo di atletica         | Stoccarda         | 10 km  | 4º        | 43'26"      |                                          |
| 1994 | Campionati europei di atletica           | Helsinki          | 10 km  | 7º        | 43'47"      |                                          |
| 1995 | Campionati del mondo di atletica         | Göteborg          | 10 km  | Argento   | 42'16"      |                                          |
| 1996 | Giochi olimpici                          | Atlanta           | 10 km  | Argento   | 42'12"      |                                          |
| 1997 | Campionati del mondo di atletica         | Atene             | 10 km  | 10º       | 45'16"64    |                                          |
| 1997 | Giochi del Mediterraneo                  | Bari              | 10 km  | Oro       | 44'40"      |                                          |
| 1998 | Campionati europei di atletica leggera   | Budapest          | 10 km  | 11º       | 44'04"      |                                          |
| 1999 | Campionati del mondo di atletica leggera | Siviglia          | 20 km  | 21º       | 1h36'24"    |                                          |
| 2000 | Giochi olimpici                          | Sydney            | 20 km  | dq        |             |                                          |
| 2001 | Campionati del mondo di atletica leggera | Edmonton          | 20 km  | Bronzo    | 1h28"56     |                                          |
| 2001 | Giochi del Mediterraneo                  | Tunisi            | 20 km  | Argento   | 1h36'47"    |                                          |
| 2002 | Campionati europei di atletica leggera   | Monaco di Baviera | 20 km  | 6º        | 1h30'25"    |                                          |
| 2003 | Campionati europei di atletica leggera   | Parigi            | 20 km  | dnf       |             |                                          |
| 2004 | Giochi olimpici                          | Atene             | 20 km  | 18º       | 1h32'21"    | Miglior prestazione personale stagionale |